# يونس ألف
يونس ألف (بالملايوية: Yunus Alif)‏ هو مدرب كرة قدم ولاعب كرة قدم ماليزي في مركز الهجوم، ولد في 27 مايو 1958 في ترغكانو في ماليزيا. شارك مع منتخب ماليزيا لكرة القدم. أما مع النوادي، فقد لعب مع نادي ترغكانو.